# Militärflugplatz Skrydstrup

i7
i11
i13
Die Flyvestation Skrydstrup ist ein Militärflugplatz der dänischen Luftstreitkräfte. Die Basis liegt in der Region Syddanmark im Südwesten der Gemeinde Vojens Sogn, seit 2007 in Haderslev Kommune, und ist Heimat des Fighter Wing Skrydstrup, dem einzig verbliebenen Kampfflugzeugverband der Flyvevåbnet. Der Flugplatz wird zivil als Vojens Lufthavn mitgenutzt.

## Geschichte
Die heutige Flugstation wurde während des Zweiten Weltkrieges durch die deutsche Besatzungsmacht in jenem Teil Dänemarks errichtet, der vor dem Ersten Weltkrieg zu Deutschland gehört hatte. Die Luftwaffe bezeichnete ihn im weiteren Verlauf des Krieges als „Fliegerhorst Hadersleben“.
Vom 2. September 1944 bis 15. März 1945 waren unter anderem Ausbildungseinheiten der Luftwaffe hier stationiert.
Nach dem Krieg wurde der Fliegerhorst von der königlich dänischen Flyvevåbnet übernommen, die ihn bis heute als Stützpunkt von Kampfflugzeugen nutzt, mittlerweile der einzige Dänemarks. In den 1950er Jahren waren hier ab 1954 bei der 730. Eskadrille unter anderem F-84E/G stationiert, die letzten dieser Jagdbomber dienten hier bis 1959. Die Umrüstung der Staffel, die zwischenzeitlich zwei Jahre in Karup lag, auf die überschallschnelle F-100D erfolgte 1961. Neben den Einsitzern wurden auch einige F/TF-100F Trainer eingesetzt. 1974 kamen aus Karup kommend die F-100 der 727. Staffel hinzu. Zu Trainingszwecken kamen bis Ende 1977 zusätzlich einige T-33 zum Einsatz.
Die Umrüstung der beiden verbliebenen dänischen F-100-Staffeln auf die noch heute geflogene F-16A/B erfolgte in den Jahren 1980 und 1982. Bis zur Auflösung der übrigen Kampfstaffeln auf anderen Stationen wurden sie vorwiegend als Jagdbomber eingesetzt, inzwischen dienen sie, nach einer umfassenden Modernisierung 2003, als Mehrzweckkampfflugzeuge.
Die 1950 aufgestellte Flyvevåbnet veranstaltete anlässlich ihres 60. Geburtstages am 6. Juni 2010 einen Großflugtag in Skrydstrup, zu dem 150.000 Besucher kamen.
Die Modernisierung im Hinblick auf das Eintreffen der bestellten F-35A begann im Sommer 2020 und die ersten Exemplare der „Lightning II“ trafen im September 2023 auf der Basis ein. Ebenfalls im Jahr 2023 begann auf der Basis das Training zukünftiger F-16 Piloten der Ukraine, für das auch Norwegen Anfang 2024 zwei F-16 (inklusive Personal) beisteuerte, die die norwegische Luftforsvaret selbst zu jenem Zeitpunkt bereits außer Dienst gestellt hatte.

## Militärische Nutzung

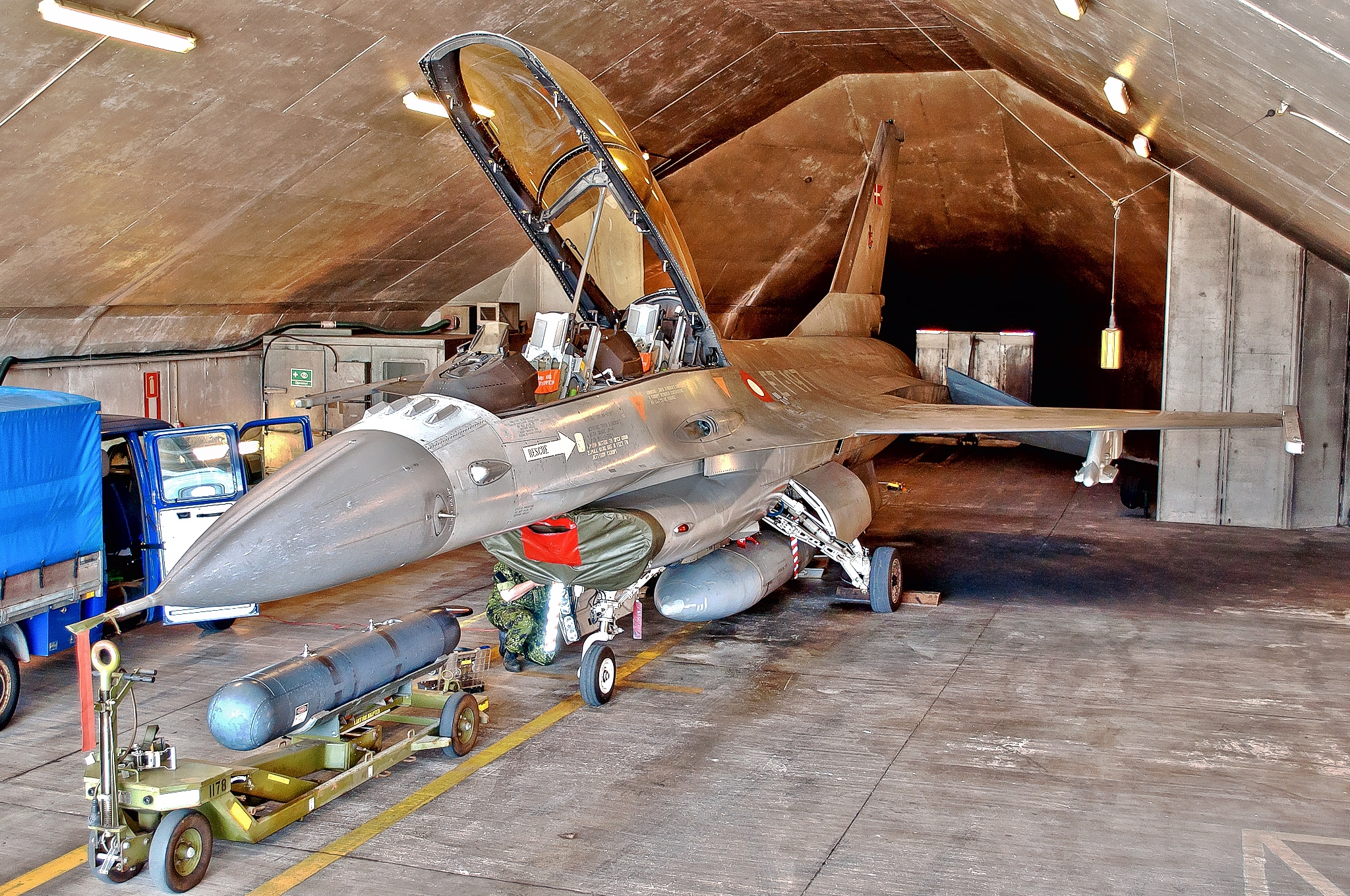
F-16BM in Skrydstrup

Die Flyvestation Skrydstrup ist inzwischen der einzige Stationierungsort dänischer Kampfflugzeuge, zurzeit (2023) beherbergt sie:
- Fighter Wing Skrydstrup mit zwei Staffeln F-16AM/BM Fighting Falcon, den Fighter Squadrons 727 und 730, seit Januar 1980
- Station Flight mit einigen T-17
- Detachment SAR-Hubschrauber der Eskadrille 722, ausgerüstet mit einer AW101 Mk512

Der Flughafen dient zudem als Ausweichflugplatz für Kampfflugzeuge anderer NATO-Nationen.

## Zivile Nutzung
Der Flughafen wird lediglich durch die allgemeine Luftfahrt mitgenutzt, planmäßige Linienverbindungen gibt es keine.